# Angel Heart
Angel Heart (v anglickém originále Angel Heart) je americko-kanadsko-britský mysteriózní film z roku 1987. Režisérem filmu je Alan Parker. Hlavní role ve filmu ztvárnili Mickey Rourke, Robert De Niro, Lisa Bonet, Charlotte Rampling a Stocker Fontelieu.

## Obsazení
| Mickey Rourke       | Harry Angel        |
| Robert De Niro      | Louis Cyphre       |
| Lisa Bonet          | Epiphany Proudfoot |
| Charlotte Rampling  | Margaret Krusemark |
| Stocker Fontelieu   | Ethan Krusemark    |
| Brownie McGhee      | Toots Sweet        |
| Michael Higgins     | Albert Fowler      |
| Elizabeth Whitcraft | Connie             |